# Тайфун над Нагасаки
«Тайфун над Нагасаки» (фр. Typhon sur Nagasaki) — французско-японский фильм-драма 1957 года, поставленный режиссёром Ивом Сиампи с Даниэль Дарьё и Жаном Маре в главных ролях.

## Сюжет
Пьер Марса́к — французский инженер, работающий на верфи в Нагасаки. Марсак хорошо вписывается в японское общество и интересуется японкой по имени Норико. Когда старый друг, журналистка Франсуаза Фабр, связывается с ним и сообщает о своём визите, возникает любовный треугольник, — до дня тайфуна.
В Нагасаки Пьер, как инженер, руководит постройкой танкеров. Через коллегу, японского инженера Хори, он знакомится с Норико Сакураи, девушкой-сиротой, которая вместе с сестрой Саэко воссоздаёт семейный магазин шёлка и кимоно. Вкусы Норико делятся между современностью западной цивилизации и традициями её Японии. Между Пьером и Норико завязывается крепкая дружба. И Пьер хочет продлить свой трудовой договор. Ободрённый европейцем Риттером, хорошо знакомым с японской цивилизацией и обычаями, Пьер соглашается поселиться в его чудесном традиционном доме. Со своей стороны Норико надеется на союз с Пьером, несмотря на предостережение старой служанки Фудзиты. Все было бы хорошо в «стране восходящего солнца», но два важных события перевернут всё вверх дном.